# Lofou
Lofou (griechisch Λόφου) ist eine Gemeinde im Bezirk Limassol in der Republik Zypern. Bei der Volkszählung im Jahr 2021 hatte sie 79 Einwohner.

## Name
Der Name des Dorfes kommt von der Tatsache, dass es auf einem Hügel gebaut ist. Der ursprüngliche Name des Dorfes war „Lofos“. Unter diesem Namen wurde es bis Anfang des 20. Jahrhunderts bezeichnet. Laut Simos Menardos wurde die Namensänderung des Dorfes vom Nominativ zum Gattungsfall (von „Lofos“ zu „Lofou“) vorgenommen, weil der Gattungsfall in der täglichen Sprache der Bauern einfacher zu verwenden war. Später wurde das männliche Geschlecht weiblich, weil es von dem Wort „komi“ begleitet wurde, das weiblich ist. Aus dem allgemeinen Niedergang von Lofos entstand der Name Lofou, unter dem das Dorf heute bekannt ist.

## Lage und Umgebung

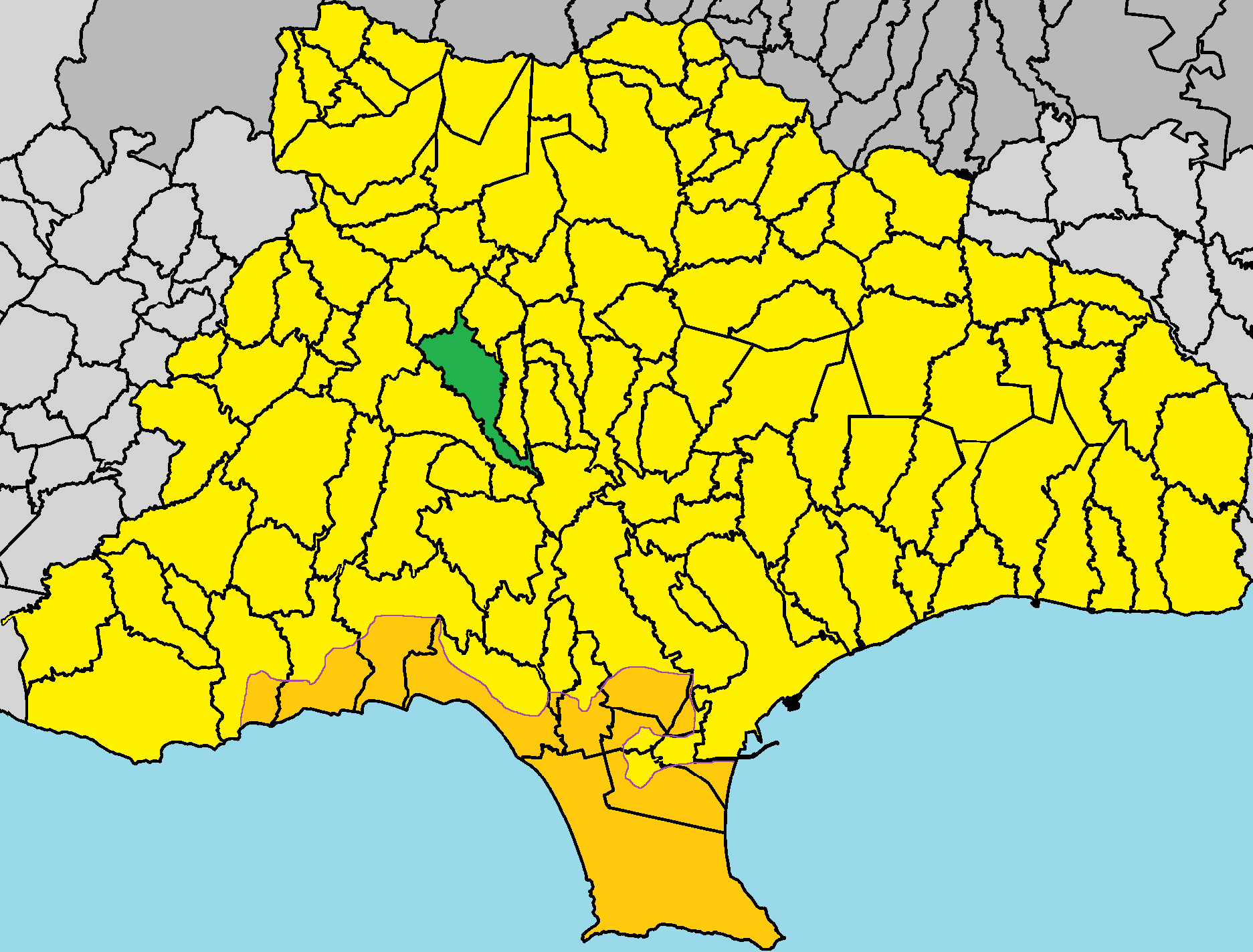
Lage im Bezirk Limassol

Lofou liegt im Süden der Mittelmeerinsel Zypern in der geografischen Region Krasochori, auf einer Höhe von etwa 790 Metern, etwa 26 Kilometer nordwestlich von Limassol. Das etwa 12,5 Quadratkilometer große Dorf grenzt im Westen an Vouni, im Nordwesten an Kilani, im Nordosten an Silikou, im Osten an Agios Georgios und Monagri, im Südosten an Alassa und im Süden und Südosten an Agios Therapon.

## Geschichte
Der Fund von Vasen lässt den Schluss zu, dass das Gebiet von Lofou seit der Bronzezeit besiedelt war. Die Siedlung Lofou hingegen wurde vermutlich kurz vor Beginn der fränkischen Zeit, zur Zeit der arabischen Überfälle, gegründet, als die Bewohner der Küstengebiete gezwungen waren, sich sicherheitshalber in den Berggebieten anzusiedeln.

### Bevölkerungsentwicklung
Laut den in Zypern durchgeführten Volkszählungen erreichte die Bevölkerung des Dorfes 1946 ihren höchsten Stand. Danach nahm die Bevölkerung des Dorfes sehr schnell ab. Die Bewohner des Dorfes zogen zu bestimmten Jahreszeiten in die Gegend von Ypsonas, um die dortigen Felder zu bestellen oder zu ernten. Nach und nach ließen sie sich in Ypsonas nieder, das zuvor als Siedlung existierte.
| Jahr      | 1881 | 1891 | 1901 | 1911 | 1921 | 1931 | 1946 | 1960 | 1976 | 1982 | 1992 | 2001 | 2011 | 2021 |
| Einwohner | 578  | 744  | 823  | 954  | 962  | 952  | 924  | 234  | 156  | 106  | 37   | 10   | 46   | 79   |